# منطقه حفاظت‌شده سولک
منطقهٔ حفاظت‌شدهٔ سولک یک منطقهٔ حفاظت‌شده با مساحت ۲۳۲۴ هکتار است که در استان کهگیلویه و بویر احمد در ایران قرار دارد. این منطقهٔ حفاظت‌شده طبق مصوبهٔ شمارهٔ ۶۷۴ در تاریخ ۱۳۷۸/۷/۲۵ در فهرست مناطق تحت حفاظت سازمان محیط زیست ایران قرار گرفت.